# Попел, Винценты Теофил
Винце́нты Тео́фил По́пел-Хо́сцяк (пол. Wincenty Teofil Popiel; 21 июля 1825, в селе Чапле-Вельке (ныне Малопольского воеводства Польши) — 7 декабря 1912, Варшава) — польский римско-католический священнослужитель, епископ, ординарий плоцкий (1863—1875), епископ Куявско-Калишский (1876—1883), архиепископ Варшавы (1883—1912).

## Биография

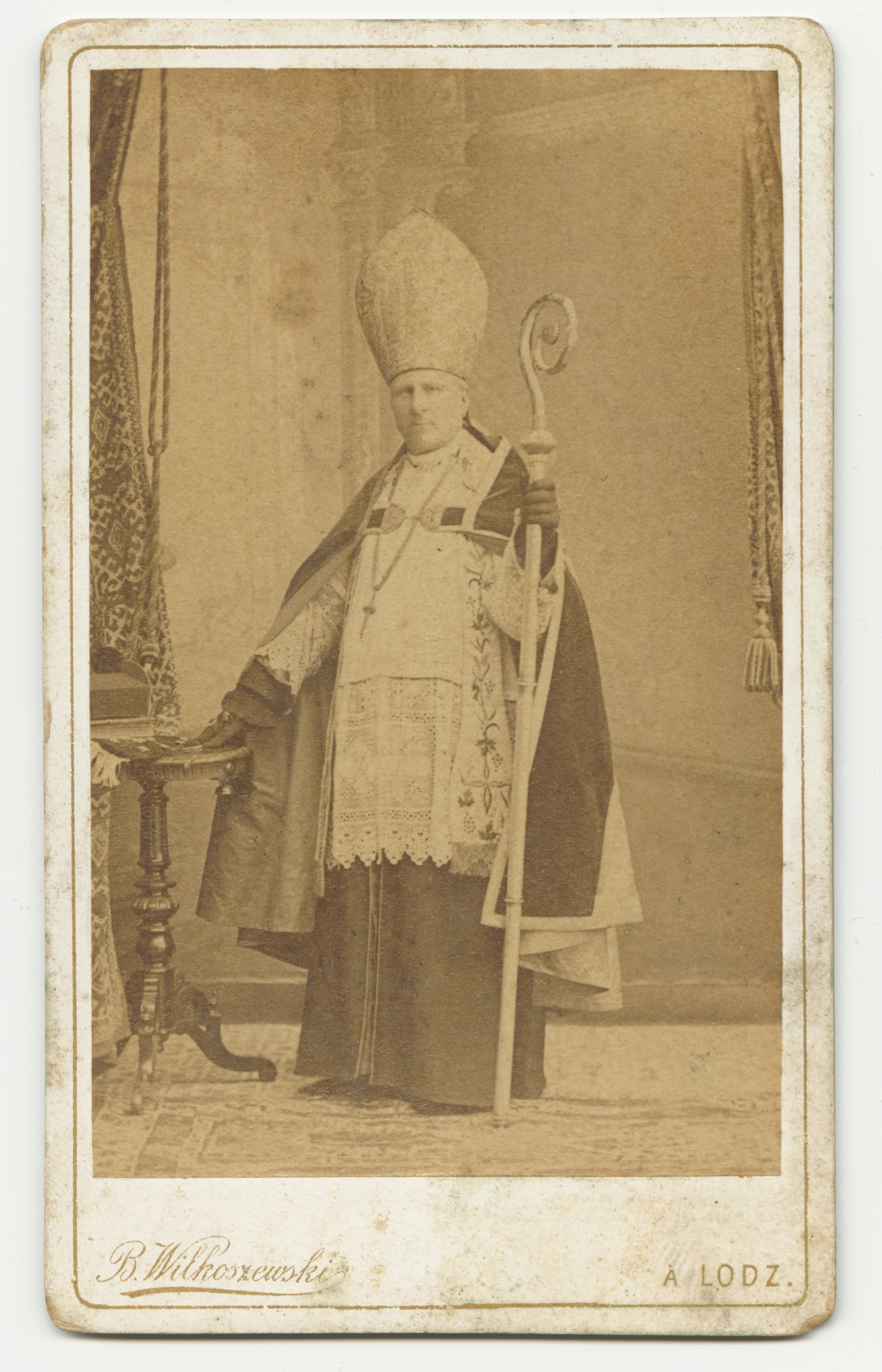
Винценты Теофил Попел

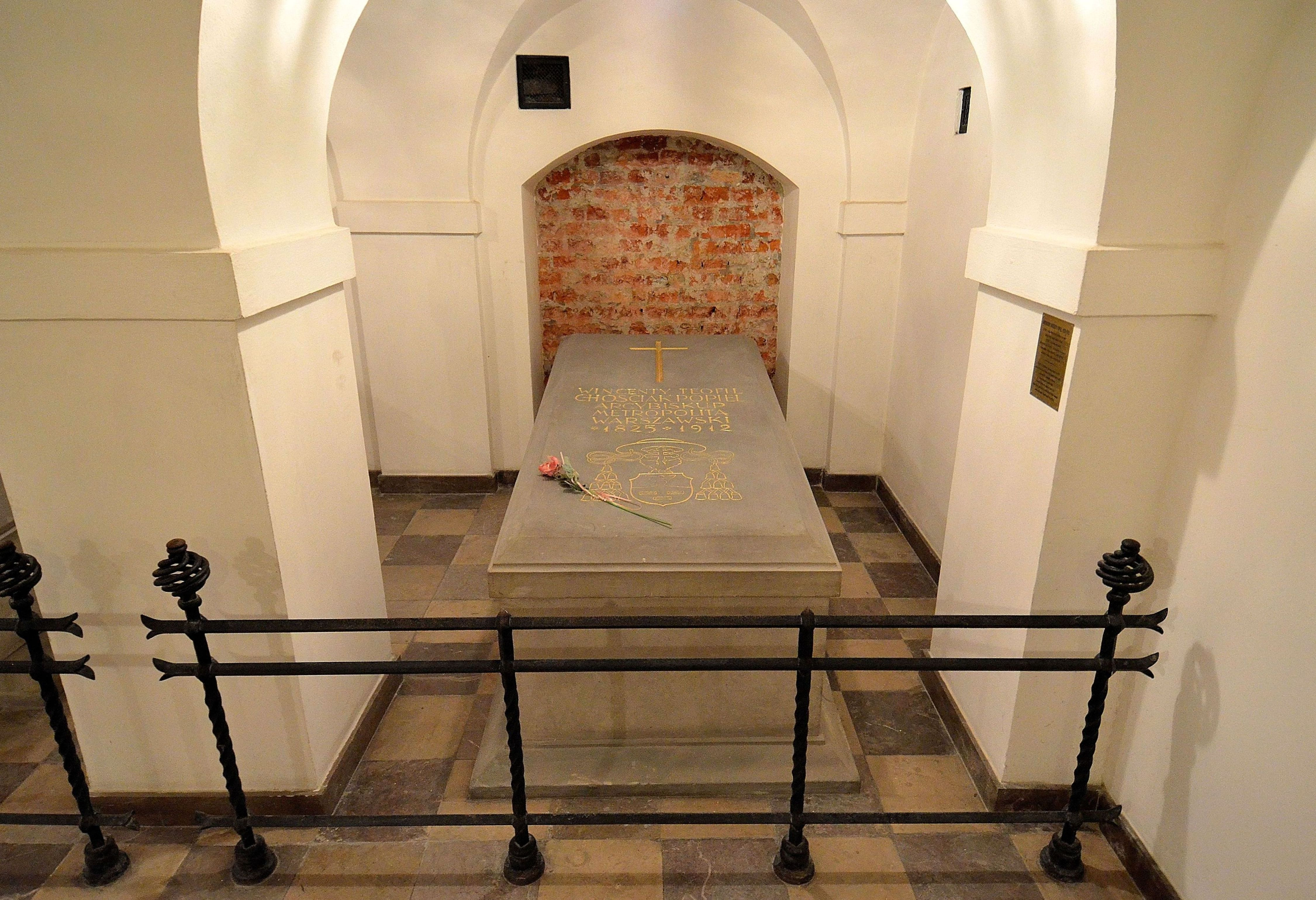
Саркофаг Винценты Теофила Попела в крипте соборе святого Иоанна Крестителя, Варшава

Иерейское рукоположение принял 5 августа 1849 года.
Обучался в Лёвенском католическом университете (Бельгия) и Риме. Несколько лет занимался педагогической деятельностью в семинарии в Кельцах. В 1862 году стал ректором варшавской духовной академии.
16 марта 1863 года папа римский Пий IX назначил его епископом-ординарием епархии Плоцка.
В связи с отказом отправить в Императорскую Римско-католическую духовную академию в Санкт-Петербург своего представителя, в 1868 году был сослан российскими властями в Великий Новгород.
После возвращения из ссылки 5 июля 1875 — назначен епископом Куявско-Калишским (сегодня — Влоцлавека).
15 марта 1883 года стал архиепископом Варшавы.
Умер в 1912 году. Похоронен в крипте Собора Святого Иоанна Крестителя а Варшаве.